# Eva Marie Degenhardt

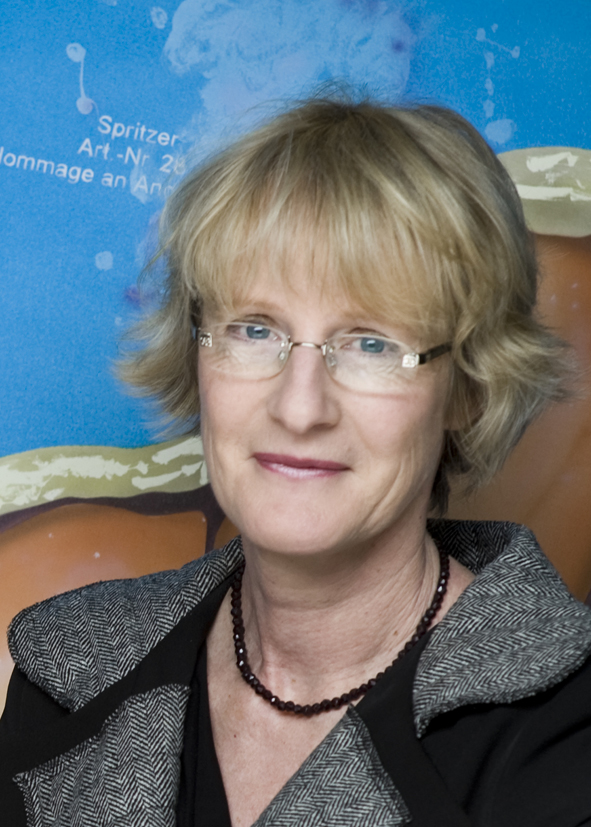
Eva Marie Degenhardt

Eva Marie Degenhardt (* 12. Februar 1953 in Köln) ist eine deutsche Künstlerin.

## Leben
Eva Marie Degenhardt wuchs als Älteste von drei Geschwistern in Köln auf. Ihr Vater Rudolf Eckl begann nach dem Zweiten Weltkrieg einen Handel mit französischen Jacquard Möbel- und Dekorationsstoffen in Deutschland aufzubauen. Die intensive Verbindung zu Frankreich und der Umgang mit Textilien jeglicher Art prägten ihre Kindheit und Jugend.
Nach dem Abitur machte Degenhardt 1973 an dem ehemaligen Städtischen Werkseminar am Räuscherweg in Düsseldorf ihr Examen bei Martel und Gottfried Wiegand als Werklehrerin. 1976 schloss Degenhardt ein  Diplomstudium an der Deutschen Sporthochschule Köln ab. Von 1976 bis 1978 unterrichtete Degenhardt an einem Kölner Gymnasium Sport und Kunst.
Mit den Geburten ihrer Kinder 1977, 1978 und 1979 beendete sie ihre Lehrtätigkeit und begann ab 1982 als frei schaffende Künstlerin wieder beruflich aktiv zu werden. Neben ihrem künstlerischen Schaffen hielt Degenhardt Kunstvorträge im Katholisch-Sozialen-Institut in Bad Honnef, konzipierte von 2001 bis 2019 Kunstseminare in der Karl-Rahner-Akademie in Köln und führte durch Museen und Ausstellungen im Auftrag des Bildungswerk der Erzdiözese Köln.
1990 bis 1997 studierte Degenhardt Philosophie an der Universität Köln (Staatsexamen).
2003 initiierte sie mit Kulturinteressierten die Gründung des gemeinnützigen Vereins philosophiekunst e.V. in Köln, der bis 2018 das ganze Jahr hindurch ein Kulturprogramm im Rheinland anbot und mehrmals im Jahr Kulturreisen in die Städte Europas organisierte. Degenhardt erarbeitete für den Verein das Programm. Seit 2018 führte sie unter dem neuen Label PHILOSOPHIE!KUNST die Ideen des Vereins weiter.

## Werk

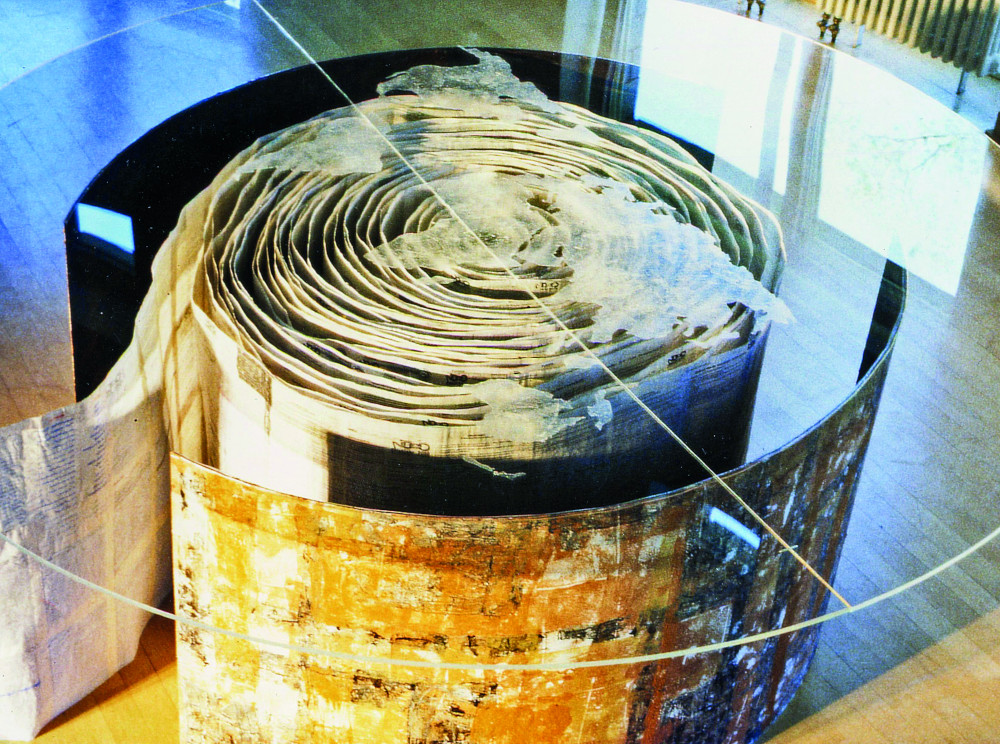
Kunstwerk table-round von Eva Degenhardt

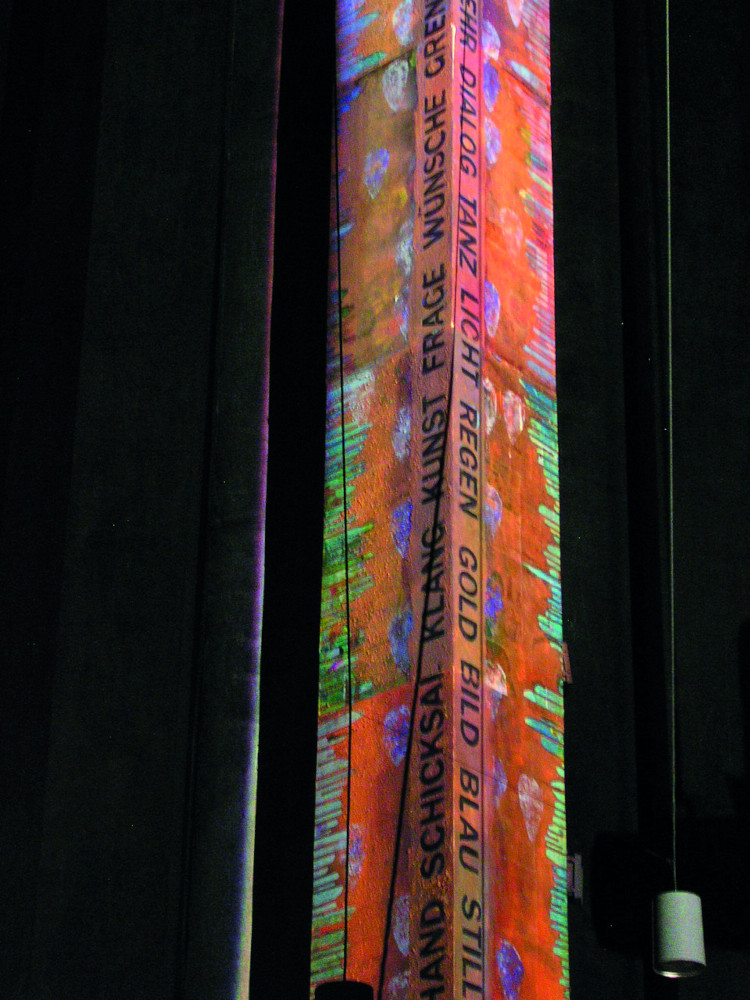
Ummantelung einer Betonsäule von Eva Degenhardt in der Kirche Christi Verklärung (Köln)

Am Beginn ihrer künstlerischen Laufbahn setzte sich Eva Marie Degenhardt intensiv mit der Bedeutung verschiedener Materialien für das zu schaffende Werk auseinander: Papier, Erde, Schamotte, Asche und Wachs. In der Hinwendung zu Strategien des Faltens, Aneinanderreihens und Verklebens erweiterte Degenhardt ihre kreativen Möglichkeiten.
Die Erarbeitung des Kunstwerks „table-round: erinnern – planen – handeln“ – eine von Degenhardt 1999 angenommene Auftragsarbeit, welche die Dokumente einer weltweiten Unterschriftenaktion zum Schuldenerlass der ärmsten Länder eine Form geben sollte –  ließ die Künstlerin ihr eigentliches Thema finden: Sie begann, die Gedanken, Wünsche und Hoffnungen von Menschen, die sich unabhängig von nationaler Herkunft, von Geschlecht und sozialem Status zusammen gefunden hatten, in einem Kunstwerk zu bündeln und öffentlich sichtbar zu machen.
Es folgten zahlreiche Projekte, in denen das von Degenhardt initiierte, gemeinsame Nachdenken über existentielle Themen jeweils in einem künstlerischen Werk verdichtet wurde, u. a. 2001 in dem Projekt „Ummantelung einer Betonsäule“ in der Kirche Christi Verklärung Köln Heimersdorf und 2002/3 in dem Projekt „Kontinente“, Gestaltung der Kirchenfenster in der ehemaligen Jesus-Christus-Kirche in Köln-Esch. Heute befinden sich die Kirchenfenster als beleuchtete Glaskunstwerke in den Kirchenräumen der evangelischen Kirchengemeinde Köln-Pesch.

## Ausstellungen und Projekte (Auswahl)
- 1983 Ausstellung im Hartmannbundhaus in Bonn, zusammen mit Otmar Alt
- 1984 Beteiligung an der Wanderausstellung des Bundesverband der freien Berufe und der Bank für Gemeinwirtschaft
- ab 1985 div. Ausstellungen im Katholisch-Sozialen Institut in Bad Honnef
- 1995 Ausstellung „Ausfaltungen – Einfaltungen“ im Küchenhof (Altenberg)
- 1996 Ausstellung „4 Ortungen“ in der Krypta der Kirche St. Maria im Kapitol in Köln
- 1999–2000 Projekt „Table-round: erinnern – planen – handeln“, Ausstellungen u. a. in Groß St. Martin in Köln, auf der Expo 2000 im Pavillon der Hoffnung, Marienkirche (Lübeck)
- 2001 Projekt „Entfaltungen“ in der Kirche Christi Verklärung (Köln)
- 2002 Projekt „Kontinente“ in der ehemaligen Jesus-Christus-Kirche in Köln-Esch
- 2008 Projekt „UmFormungen - Sternstunden der Menschheit“ im Domforum Köln
- 2010 Ausstellung „Zwischen den Stühlen“ in der Kirche St. Theodor in Köln-Vingst
- 2012 Ausstellung „Hoffnungsthal – Lüghausen“ in der Kapelle St. Maria Magdalena und Lazarus (Köln) auf dem Melaten-Friedhof
- 2019 Kunstaktion „Ein Band für den Bund“ zum Jubiläumskongress: 100 Jahre ND – „Christsein.Heute“ in Köln